# Adriano Munoz
Adriano Munoz, född 23 juli 1978 i Itapiranga, Brasilien, är brasiliansk före detta fotbollsspelare. 